# Galaga
Galaga (wydana także jako Nebulous Bee, Galaga '84, Sega Galaga) – japońska konsolowa gra zręcznościowa (strzelanka), wyprodukowana przez Namco. Gra została wydana przez Namco, Atari, Bootleg, Bally Midway, H. Wening i Namco Bandai Games w latach 1981–1984, 1987, 1990, 2004, 2006. Galaga pojawiła się także na NES Classic Edition.

## Rozgrywka
Galaga jest zręcznościową strzelanką, w której gracz wciela się w pilota statku kosmicznego. Zadaniem gracza jest wyeliminowanie statków wroga, którzy co jakiś czas atakują gracza. Bohater może poruszać się w prawo lub w lewo. Gracz ma do dyspozycji trzy statki, jeśli jeden ulegnie zniszczeniu – otrzymuje następny. Gdy gracz przechodzi na kolejne poziomy, otrzymuje różne bonusy.